# Chrysotus teapanus
Chrysotus teapanus är en tvåvingeart som beskrevs av Aldrich 1901. Chrysotus teapanus ingår i släktet Chrysotus och familjen styltflugor. Inga underarter finns listade i Catalogue of Life.